# Julius Frey (Schwimmer)
Julius Frey (* 26. Oktober 1881 in Stuttgart; † 28. August 1960 ebenda) war ein deutscher Schwimmer.
Frey wurde zusammen mit seinen Mannschaftskollegen Ernst Hoppenberg, Max Hainle, Max Schöne und Herbert von Petersdorff bei den Olympischen Spielen 1900 in Paris Olympiasieger im 200-Meter-Mannschaftsschwimmen. Als Einzelschwimmer wurde er zudem Achter über 200 Meter Freistil.
Für seine sportlichen Verdienste wurde er 1953 mit der Ehrennadel des Nationalen Olympischen Komitees für Deutschland ausgezeichnet.